# Asteron
Asteron is een geslacht van spinnen uit de familie Zodariidae.

## Soorten
Het geslacht kent de volgende soorten:
- Asteron biperforatum Jocqué & Baehr, 2001
- Asteron grayi Jocqué & Baehr, 2001
- Asteron hunti Jocqué & Baehr, 2001
- Asteron inflatum Jocqué & Baehr, 2001
- Asteron quintum Jocqué & Baehr, 2001
- Asteron reticulatum Jocqué, 1991
- Asteron tasmaniense Jocqué & Baehr, 2001
- Asteron zabkai Jocqué & Baehr, 2001